# Socialisten (forening i Enhedslisten)
 For alternative betydninger, se Socialisten. (Se også artikler, som begynder med Socialisten)
Socialisten er en revolutionær socialistisk forening i Danmark bestående af aktive i Enhedslisten. Foreningen udgiver et blad af samme navn og arbejder for at styrke Enhedslisten og trække partiet til venstre samt at inspirere til politiske og teoretiske diskussioner på venstrefløjen. Socialisten baserer sig på et marxistisk grundlag og er inspireret af ideerne fra Karl Marx, Friedrich Engels, Vladimir Lenin, Lev Trotskij, Rosa Luxemburg og Ted Grant.

## Organisation og historie
Socialisten blev stiftet i 2014 af udbrydere fra Socialistisk Standpunkt da omtrent halvdelen af foreningens medlemmer meldte sig ud for i stedet at engagere sig i Enhedslisten. Alle medlemmer af Socialisten er aktive i Enhedslisten. Splittelsen kom på baggrund af en uenighed indenfor Socialistisk Standpunkt om Enhedslistens rolle på venstrefløjen. Her mente ca. halvdelen at Enhedslisten var blevet et referencepunkt i kampen mod krisepolitikken og at man derfor skulle gå med for at hjælpe med at opbygge partiet sammen med resten af venstrefløjen. Da dette ikke fik flertal splittede man ud og stiftede kort efter Socialisten. Samtidig arbejder foreningen også indenfor den bredere arbejderbevægelse, elev- og studenterbevægelse og solidaritetsbevægelse. Socialisten er ligeledes kollektivt medlem af Hands Off Venezuela.
Socialisten udgiver et blad af samme navn 4 gange om året samt en hjemmeside med jævnlige artikler af både nyheds, debatskabende og teoretisk karakter. Artikler i avisen og på hjemmesiden forholder sig ofte til debatterne internt i bevægelserne og i Enhedslisten. Socialisten beskriver sit formål som "at bidrage til udviklingen og opbyggelsen af Enhedslisten, samt den politiske og teoretiske diskussion på venstrefløjen, samtidig med at vi deltager i alle de kampe og bevægelser som vi kan være en del af".
Socialisten har ingen internationale, men har erklæret at de sympatiserer med den International Marxist Tendency (IMT) som de tidligere vare en del af inden splittet med Socialistisk Standpunkt. Socialisten samarbejder dog med ligesindede i andre lande, ikke mindst organisationen La Riposte der er en del af det franske kommunistparti Parti communiste français og udgiver en avis der ligeledes hedder La Riposte. Ligeledes samarbejder Socialisten med aktivister indenfor Labour i Skotland og England.

## Politik
Politisk står Socialisten for en tilbagevenden til arbejderbevægelsens revolutionære socialistiske grundlag. Socialisten beskriver sig som marxistisk og baserer sig på grundlaget af Marx, Engels, Lenin, Trotskij, Luxembourg og Ted Grant. Socialisten afviser de gamle diktaturer i Stalins Sovjetunionen og i Kina som karikaturer på socialisme der degenerede pga. manglen på demokrati og økonomisk tilbageståenhed. Socialisten beskriver sig ligeledes som internationalister og går ind for direkte solidaritet med venstrefløj og arbejderbevægelse i andre lande.
Socialisten mener at den økonomiske krise der brød ud i 2008 er blev efterfulgt af store nedskæringer og angreb på arbejderklassens rettigheder og levevilkår i en ensidig krig fra kapitalisternes side. Derfor må arbejderklassen og Enhedslisten gå i modoffensiv og at det er de rige der må betale krisens omkostninger. Regeringsskiftet i 2011 ændrede ikke på dette og S-SF-R regeringen gennemførte blot nye nedskæringer. Socialisten peger på at Helle Thorning-Schmidt brugte samarbejdet med Det Radikale Venstre som undskyldning for ikke at føre rød politik og Socialisten krævede derfor at de Radikale blev smidt ud af regeringen og at Socialdemokraterne, Socialistisk Folkeparti og Enhedslisten i stedet arbejdede for at skabe et rødt flertal. Socialisten opfordre til at Enhedslisten og fagbevægelsen sammen med baglandet i S og SF presser partierne til at føre en mere venstreorienteret politik.
Internt i Enhedslisten har Socialisten bl.a. været talsmand for en selvstændig opstilling til EU valg frem for at stille op som en del af Folkebevægelsen mod EU ud fra argumentet om at det er nødvendigt med en socialistisk EU modstand frem for at begrænse sig til en folkefront med de borgerlige EU-modstandere og den deraf medfølgende begrænsning til et progressivt borgerligt program.
Socialisten var imod at Enhedslisten i 2014 udskiftede det gamle partiprogram med et nyt og mente at det nye program var et skridt mod højre. Socialisten kritiserede bl.a. at analysen og kritikken af den borgerlige stat blev fjernet, at man fjernede sætning om at man kæmpede for nedlæggelsen af politiet og militæret og den borgerlige stat for at erstatte den med en ny socialistisk stat baseret på folkemagtsorganer.
Socialisten var modstander af Enhedslistens støtte til at sende fly med våben til Irak i kampen mod Islamisk Stat. Socialisten er af den holdning at våbenleverancerne har karakter af imperialisme frem for humanitær intervention og pointere at våbnene gik til den irakiske centralregering under den sekteriske Shia-muslimske Nouri al-Maliki-regering der har forfulgt den Sunni-muslimske befolkning. Netop denne undertrykkelse samt kaosset efter Irak-krigen i 2003 argumenterede Socialisten for var årsagen til Islamisk Stats opståen og fremgang og argumenterede for at støtte til mere af det samme blot ville øge problemerne. Ligeledes var Socialisten imod at våbnene også gik til den konservative præsident for de kurdiske områder Masoud Barzani som tidligere havde aflyst demokratiske valg, skudt på demonstrationer og undertrykt venstrefløjen i de kurdiske områder, herunder Kurdistans Arbejderparti PKK. I stedet for at støtte højrefløjen i Irak og Kurdistan mente Socialisten at Enhedslisten burde give en selvstændig støtte til venstrefløjens kamp imod Islamisk Stat ved at få fjernet PKK fra terror-listen, give en ny sendetilladelse til Roj TV og ved at sende støtte til PKK og deres militser i kampen mod Islamisk Stat.
I studenterbevægelsen arbejder Socialisten indenfor fag- og studenterråd og har argumenteret for en mere offensiv linje og at besparelser og forringelser kan besejres ved løbende koordinerede protester frem for endagsdemonstrationer. I 2015 foreslog Socialisten f.eks. at man indkaldte til en måned med demonstrationer hver lørdag sådan at regeringen ville blive presset til at handle for at stoppe protesterne frem for bare at kunne sidde en enkelt dag og vente på at protesterne var ovre.